# 大阪人間科学大学
大阪人間科学大学（おおさかにんげんかがくだいがく、英語: Osaka University of Human Sciences）は、大阪府摂津市正雀1-4-1に本部を置く日本の私立大学。2001年創立、2001年大学設置。

## 運営
設置者は、大阪薫英女学院中学校・高等学校、かおり幼稚園の設置者でもある学校法人薫英学園である。

## 所在地
- 庄屋学舎　大阪府摂津市庄屋1-12-13
  - メインキャンパス。各種実験室等、最新の設備を備える。
- 正雀学舎　大阪府摂津市正雀1-4-1
  - 本部所在地。図書館・体育館・大ホールなどを備える。旧・大阪薫英女子短期大学の所在地でもあり、また系列中学校・高等学校・幼稚園も同一敷地にある。
- C号館　大阪府摂津市正雀1-3-30
  - 主に講義教室として使用。

## アクセス
- 阪急京都線正雀駅下車　徒歩約5分
- JR京都線岸辺駅下車　徒歩約10分

## 沿革
- 1931年6月 薫英女子学院 創設（創立者・小川高光）
- 1933年7月 各種学校令により私立薫英女子学院認可（初代校長・小川シズヱ）
- 1938年12月 薫英女学校と改称
- 1941年3月 財団法人薫英学園設立。薫英高等女学校認可
- 1948年3月 薫英高等学校認可
- 1950年3月 かおり幼稚園認可
- 1951年3月 財団法人薫英学園を学校法人に組織変更
- 1966年4月 薫英女子短期大学開学（家政科）
- 1967年12月 薫英女子短期大学を大阪薫英女子短期大学に名称変更
- 1997年4月 大阪薫英女学院中学校開校。薫英高等学校を大阪薫英女学院高等学校に名称変更
- 2001年4月 大阪人間科学大学開学（人間科学部社会福祉学科、人間環境学科）
- 2005年4月 人間科学部に健康心理学科開設
- 2006年4月 大阪人間科学大学大学院人間科学研究科開設
- 2008年4月 人間環境学科を環境・建築デザイン学科に名称変更
- 2011年6月 薫英学園 創立80周年を迎える
- 2012年4月 人間科学部に医療福祉学科（介護福祉専攻・視能訓練専攻）、子ども福祉学科、医療心理学科（臨床発達心理専攻・言語聴覚専攻）開設。大阪薫英女子短期大学を学生募集停止
- 2013年12月 大阪薫英女子短期大学の廃止認可
- 2016年4月 人間科学部に理学療法学科開設
- 2017年
  - 3月 人間科学部の環境・建築デザイン学科を廃止
  - 4月 人間科学部の「子ども福祉学科」を「子ども保育学科」に改称
- 2018年4月 大阪人間科学大学大学院に「心理・教育相談センター」を開設
- 2020年4月 人間科学部1学部6学科より、心理学部（心理学科）、保健医療学部（理学療法学科、作業療法学科、言語聴覚学科）、人間科学部（社会福祉学科、医療福祉学科（視機能訓練専攻）、子ども保育学科）の3学部7学科に改組予定
- 2021年4月 人間科学部の「子ども保育学科」を「子ども教育学科」に改称
- 2024年4月 人間科学部に「社会創造学科」・心理学部 心理学科に「マーケティング心理コース」がそれぞれ新設される

## 学部・学科
2020年度より学部改変が行われる。
- 保健医療学部
  - 理学療法学科
  - 作業療法学科
  - 言語聴覚学科
- 心理学部
  - 心理学科
    - マーケティング心理コース（2024年度開設）
- 人間科学部
  - 社会福祉学科
  - 医療福祉学科
    - 視機能訓練専攻

  - 子ども教育学科
  - 社会創造学科（2024年度開設）

以下、2019年度（令和元年度）までの組織（参考）
- 人間科学部
  - 社会福祉学科
    - 総合社会福祉コース
    - 精神保健福祉コース
    - 医療ソーシャルワークコース
    - 子ども・学校ソーシャルワークコース

  - 医療福祉学科
    - 介護福祉専攻
      - 介護事業マネジメントコース
      - 障がい者（児）支援コース
      - 医療・認知症ケアコース

    - 視能訓練専攻

  - 子ども教育学科(2021年に子ども保育学科から改称)
    - 幼稚園免許・保育士資格コース
    - 小学校教諭免許コース

  - 健康心理学科
    - 公認心理師コース
    - 健康カウンセリングコース
    - 特別支援教育・心理コース
    - 対人心理コース
    - スポーツ心理コース

  - 医療心理学科
    - 臨床発達心理専攻
      - 公認心理師コース
      - 悩みによりそうカウンセリングコース
      - 子どものサポートを考えるコース

    - 言語聴覚専攻

  - 理学療法学科

## 大学院
- 人間科学研究科
  - 人間科学専攻（修士課程）
    - 心理学専門職コース
    - 心理学総合コース

## その他
茨木市に66,000m2のグラウンドを所有している。
女子バスケットボールの強豪校として有名である。全日本大学バスケットボール選手権大会（インカレ）で2004年・2007年・2011年の3度準優勝という成績を残している。

## 大学関係者一覧

### 主な卒業生

#### バスケットボール
- 佐藤朱華 - バスケットボール選手
- 玉井里英 - バスケットボール選手
- 中岳晴香 - バスケットボール選手
- 栗原三佳 - バスケットボール選手
- 田中友美 - バスケットボール選手
- 鬼頭真由美 - バスケットボール選手
- 近藤楓 - バスケットボール選手
- 北村悠貴 - バスケットボール選手
- 小池遥 - バスケットボール選手
- 岡萌乃 - バスケットボール選手
- 白鞘郁里 - バスケットボール選手
- 峰晴寿音 - バスケットボール選手
- 田中陽子 - バスケットボール選手
- 髙橋悠佳 - バスケットボール選手
- 清水咲来 - バスケットボール選手
- 北川聖 - バスケットボール選手
- 金澤英果 - バスケットボール選手
- 塩谷心海 - バスケットボール選手

#### その他
- 川西友子 - プロボクサー。在学中はバスケットボール部所属。
- 桂三河 - 落語家